# St. Rochus (Brochów)

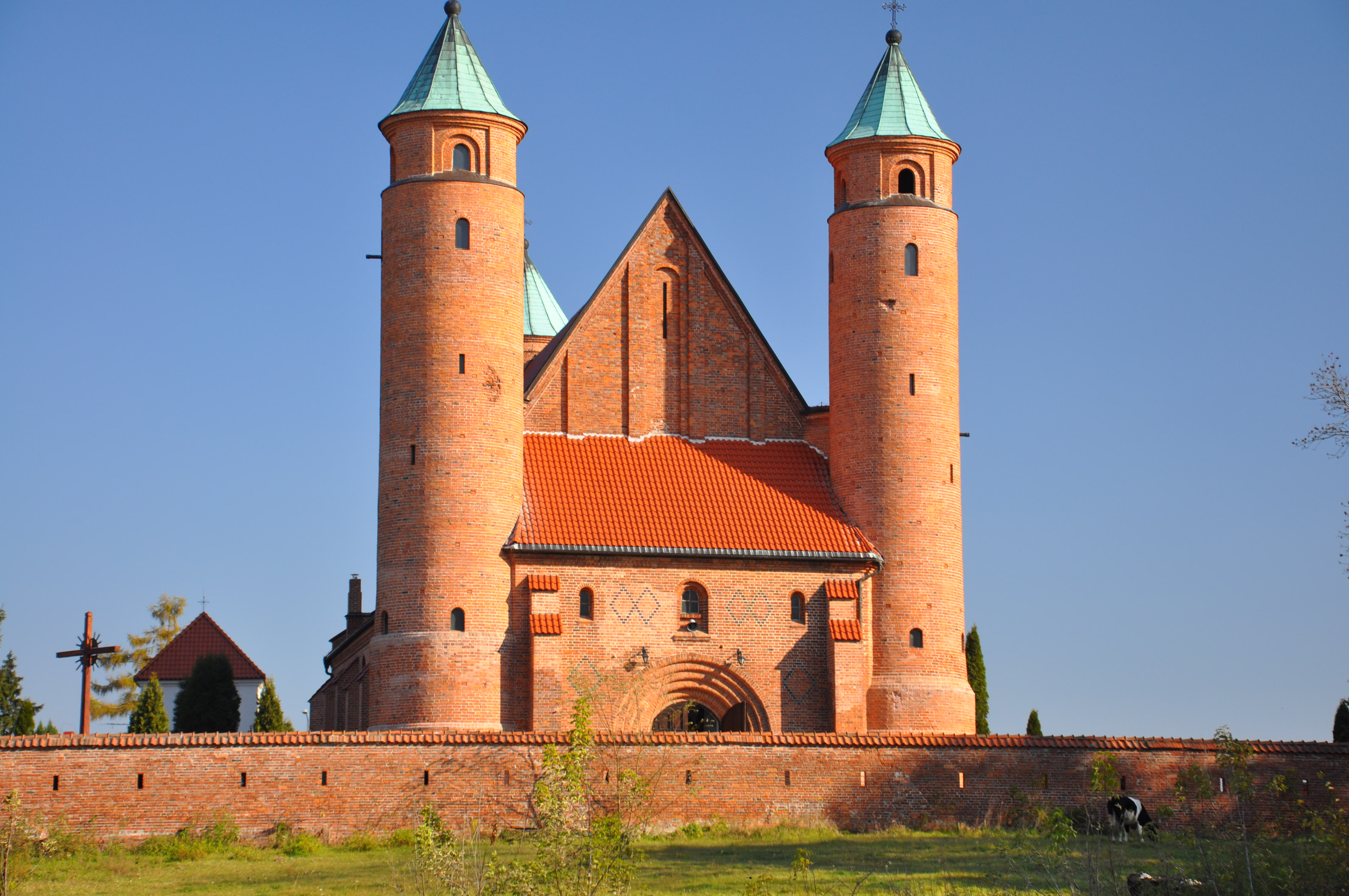
Brochów, St. Rochus

Die römisch-katholische Kirche St. Rochus und St. Johannes der Täufer (poln. Kościół św. Rocha i św. Jana Chrzciciela w Brochowie) in Brochów ist eine Renaissance-Kirche. Sie gehört zum Bistum Łowicz.

## Geschichte
Die Kirche wurde in den Jahren 1551 bis 1561 im Renaissance-Stil von Giovanni Battista errichtet. An der Bzura ist noch ein Wehrgraben erhalten. 1810 wurde hier Frédéric Chopin getauft. In beiden Weltkriegen wurde die Kirche beschädigt und später erneuert. In unmittelbarer Nähe fand im September 1939 die Schlacht an der Bzura statt.